# Bekrije
Bekrije su tamburaški sastav iz Požege osnovan 1993. Na tamburama izvode autorske pjesme, slavonske narodne, zabavne, pop, rock i starogradske pjesme, te klasiku i instrumentale.
Najpoznatiji su po izvedbama pjesama "Garavušo garava" (1997.god.), za koju je tekst i glazbu napisao Miroslav Škoro i autorske "Po prašini i divljini"(1995.god.). 
Početkom tisućljeća imali su desetogodišnju pauzu. Osnivači i članovi prvih Bekrija bili su među prvih 3 najslušanija tamburaška sastava u Hrvatskoj, a djelovali su 1995. – 2002. godine.

## Članovi
- Hrvoje Moćan - berde
- Alen Botički - drugi bas-prim
- Marko Majstorović - bugarija, klavijature
- Zdravko Knežević - prvi bas prim
- Tomislav Galić - prvi prim

Osnivači i članovi prve postave
- Robert Vojvodić - prvi vokal i prvi basprim
- Tomislav Galić - prim
- Alen Botički - drugi basprim
- Ivan Delvecio - kontra
- Mario Pavletić - berda

## Diskografija

### Studijski albumi
(nepotpuno)
- Po prašini i divljini (Croatia Records, 1996.)
- Drugom stranom (Orfej, 1997.)
- Maru hoću i danju i noću
- Bekrije (Orfej, 1998.)

### Singlovi
- "Reci mi toplinom srca", Bekrije & Dražen Žerić Žera (Crvena jabuka)

## Ostalo

### Značenje imena
Bekrija - onaj koji voli piće i noćni život; bekrijaš, lola, bećar